# Holcim Trading
Holcim Trading, anciennement LafargeHolcim Trading, est une entreprise suisse qui remplace Cementia Trading AG. Elle est une filiale de Holcim.

## Historique
- 1921 : création de Cementia à Zurich dont l'activité principale est la gestion des usines de ciment en Europe Centrale
- 1957 : développement de Cementia par voie maritime. L'entreprise installe une usine à Bamburi au Kenya
- 1973 : création de Cementia Marine.
- 1989 : acquisition de Cementia par Lafarge SA
- 1995 : développement de Cementia en Asie.
- 2001 : l'acquisition de Blue Circle (en) par Lafarge augmente les activités de Cementia qui se développe dans la zone de la Mer Rouge, principalement au Soudan et au Yémen.
- 2004 : acquisition d'un terminal flottant à Port Harcourt au Nigeria.
- 2015 : fusion entre Lafarge et Holcim. Création de LafargeHolcim Trading.
- 2021 : LafargeHolcim Trading devient Holcim Trading.